# Franz Willibald Schmidt
Franz Wilibald Schmidt, född 7 juli 1764 i Plan, Böhmen, död 2 februari 1796 i Prag, var en tjeckisk (böhmisk) botaniker och bildkonstnär, specialiserad på växter.
Hans far Andreas Schmidt var också målare, och Schmidt lade sig till med det andra förnamnet Wilibald för att inte förväxlas med den Franz Schmidt som var professor i naturlära vid Universitetet i Prag. Han studerade i Tepl och Prag, där han 1793 doktorerade i fri konst och världsvisdom. Schmidt anställdes i maj 1791 av greve Emmanuel von Canal som förste lärare i ekonomisk-teknisk botanik vid hans botaniska läroanstalt i Prag. Han blev därefter professor i botanik vid den filosofiska läroanstalten i Prag.
Schmidt gav 1793–1794 den första landsomfattande floran över Böhmen under titeln Flora Boemica. För att lära känna Böhmens flora genomförde han flera botaniska resor i landet 1785–1794.
Auktorsnamnet F.W.Schmidt kan användas för Franz Willibald Schmidt i samband med ett vetenskapligt namn inom botaniken; se Wikipediaartiklar som länkar till auktorsnamnet.